# Die gnadenlosen Killer
Die gnadenlosen Killer (Originaltitel: Ma Barker’s Killer Brood) ist ein US-amerikanischer Gangsterfilm von Bill Karn für die Produktionsfirma Universal aus dem Jahr 1960 mit Lurene Tuttle, Tristram Coffin, Paul Dubov und Myrna Dell in den Hauptrollen. Der Film wurde von der Screen Classics Inc. produziert.

## Handlung
Die Vereinigten Staaten in den 1930er Jahren: Mit Kidnapping, Raubüberfällen und Morden überzieht Ma Barker mit ihren vier Söhnen den Süden und Mittleren Westen der USA. Der Terror der von der Bande ausgeht, versetzt Bevölkerung und Presse gleichermaßen in Angst und Schrecken. Ihre Zusammenarbeit mit berüchtigten Kriminellen macht blutige Schlagzeilen.
Es sind Namen wie Machine Gun Kelly, der 1933 verhaftet wird und lebenslänglich bekommt, John Dillinger, der als Staatsfeind Nr. 1 bezeichnet wird und 1934 beim Verlassen eines Kinos von mehreren FBI-Agenten erschossen wird, und Baby Face Nelson, die im Land eine Spur der Verwüstung hinterlassen. Ma Barkers Taten sind verheerend und die Polizei weitgehend machtlos. Schließlich gelingt es Beamten des FBI, die Terrorclique in ihrem Versteck in Florida aufzuspüren und Ma Barker wird im Januar 1935 mit ihren Söhnen in einer Hütte erschossen, die sie am Lake Weir in Florida gemietet hatte.

## Kritiken
„Ein abstoßender Gangsterfilm über die "Heldentaten" einer von ihrer entmenschten Mutter geführten Familie, deren vier Söhne zu perfekten Verbrechern erzogen wurden. Alle enden im Kugelhagel der Polizei. Ein zweitklassiger Kriminalfilm mit fragwürdiger Sympathieführung. (Vgl. auch "Bloody Mama", USA 1969, Regie: Roger Corman)“

## Produktionsnotizen
Die musikalische Leitung hatte William Hinshaw. Die Bauten stammen von Paul Mullin. Tonmeister war John K. Kean. Die Szenenbilder schuf Harry Reif. Die Kostüme lieferte Rudy Harrington. Armand Delmar sowie Gertrude Reade zeichneten für Maske und Frisuren verantwortlich. Produktionsleiter war Mack V. Wright.
Die Rolle der Ma Barker wurde im Juli 1959 zunächst von Miriam Hopkins gespielt, die die Rolle aber schon nach einem Drehtag, aus unbekannten Gründen, wieder abgab und man kurzfristig Lurene Tuttle als Ersatz engagierte.